# Planet X (musikgrupp)
Denna artikel handlar om musikgruppen. För andra betydelser av Planet X se förgreningssidan Planet X.
Planet X är ett amerikanskt band bestående av keyboardisten Derek Sherinian, trummisen Virgil Donati  och gitarristen Tony MacAlpine. Deras musik beskrivs av Sherinian som "metal fusion".
Bandet startades av Derek Sherinian sedan han slutat i progressive metal-bandet Dream Theater, och snabbt tillkom MacAlpine och Donati. År 2004 lämnade dock MacAlpine bandet för att turnera med Steve Vai, och bandet har sedan dess inte haft någon fast gitarrist. På skivan Quantum är Allan Holdsworth och Brett Garsed gästgitarrister.

## Medlemmar
Nuvarande medlemmar
- Derek Sherinian – keyboard, gitarr (1999– )
- Virgil Donati – trummor (1999– )

Tidigare medlemmar, turnerande medlemmar och studiomusiker
- Tony MacAlpine – gitarr, keyboard (2000–2002, 2009)
- Alex Machacek – gitarr (2008)
- Tom Kennedy – basgitarr (2000)
- Jimmy Johnson – basgitarr (studio)
- Ric Fierabracci – basgitarr (2003)
- Philip Bynoe – basgitarr (1999)
- Dave LaRue – basgitarr (2000–2001)

## Diskografi
Studioalbum
- 2000 – Universe
- 2002 – MoonBabies
- 2007 – Quantum

Livealbum
- 2002 – Live from Oz